# 15448 Сіґворс
15448 Сіґворс (15448 Siegwarth) — астероїд головного поясу, відкритий 10 грудня 1998 року.
Тіссеранів параметр щодо Юпітера — 3,381.